# Матерн Кінегій
Матерн Кінегій (*Maternus Cynegius, д/н —14 березня 388) — державний діяч Римської імперії.

## Життєпис
Походив з заможного і знатного сенаторського роду римо-іберів. Народився в Іспанії. Виховувався у християнському дусі. Був наближеним до роду Феодосія, якого після призначення Августом 378 року супроводжував до Константинополя. Близько 381 року був вікарієм Іспанією. У 383/384 році призначається комітом священних щедрот (державним скарбником). Того ж року дістав посаду квестора священного палацу.
У 384 був призначений преторіанським префектом Сходу. Під час своєї поїздки до Єгипту він знищив зображення узурпатора Магна Максима в Олександрії. Їм були видані накази, що забороняли приносити поганські жертви, а також закрито нехристиянські храми в Єгипті і Сирії. Також видав низку антиюдейських наказів.
У 388 році під час другого відвідування Сирії, Палестини і Єгипту його супроводжував єпископ Марцелл Апамейський. За підбуренням останнього Кінегій знищив поганські храми: в Едессі, храм Аллат в Пальмірі, Кабірійон на Імбросі, Храм Зевса в Апамеї, Храм Аполлона в Дідімі, Храм асклепія в Берої. Того ж року звільняється з префекта преторія й призначається консулом (разом з імператором Феодосієм I). Видав закон, який забороняв викликати адвокатів з громадських справ (procuratores rei privatae) для проведення громадських робіт. Помер під час консулату в Беріті. 
Спочатку поховано в Церкві Дванадцяти апостолів у Константинополі, але через рік дружина перепоховала Кінегія в родинній гробниці в Іспанії, за однією в версій на території вілли неподалік сучасного міста Карранке.

## Родина
Дружина — Ахантія (Акантія)
Діти:
- Антонія Кассія
- Матерна Кінегія